# La Paz (Indiana)
Pour les articles homonymes, voir La Paz (homonymie).
La Paz est une municipalité située dans le comté de Marshall, dans l’État de l'Indiana, aux États-Unis. Lors du recensement de 2020, elle comptait 475 habitants.